# Andżelika Bałabanowa

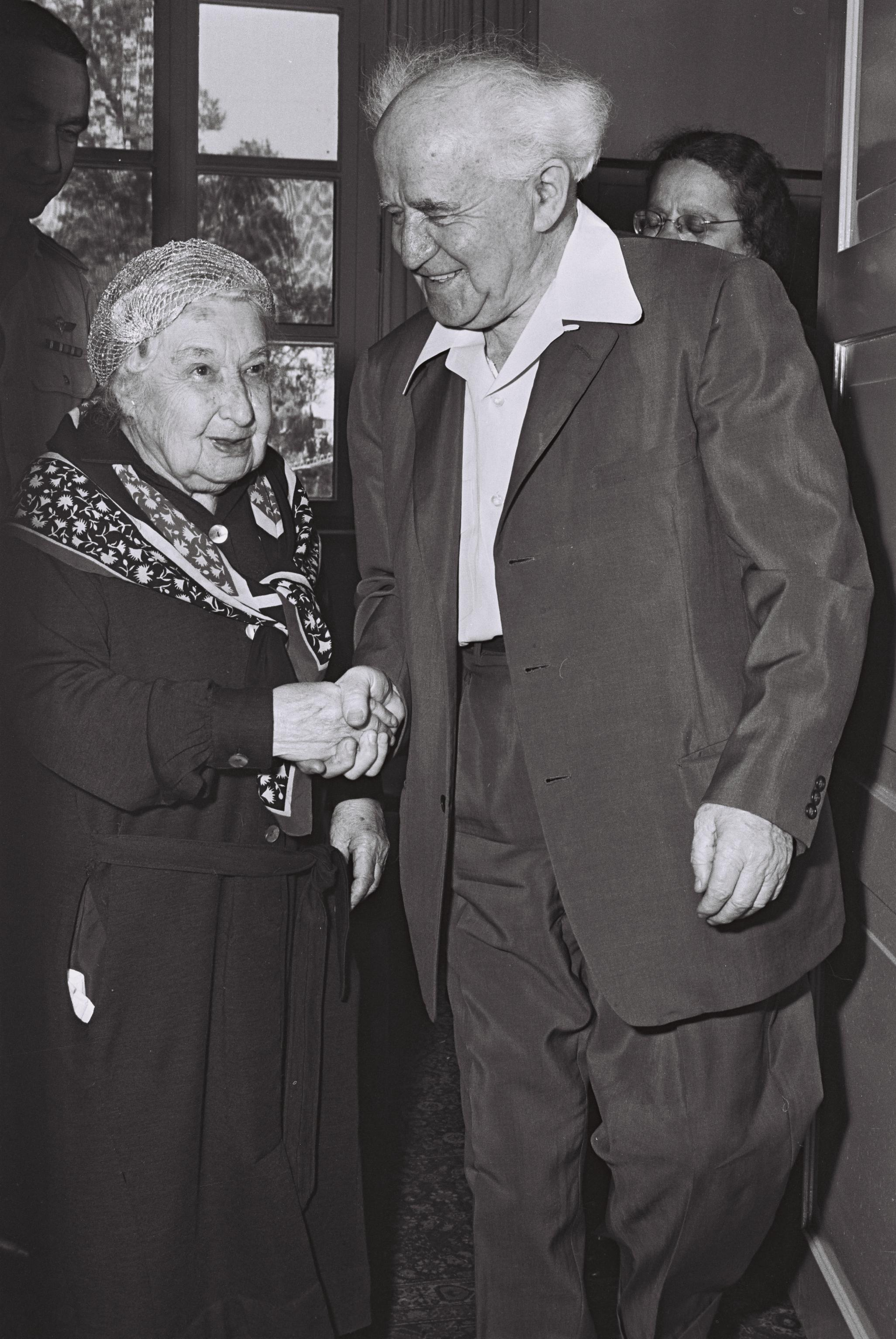
Angelica Balabanoff i Dawid Ben Gurion, Tel Awiw-Jafa 1962.

Andżelika Bałabanowa (ur. 1878 w Czernihowie, zm. 25 listopada 1965 w Rzymie) – rosyjska i włoska działaczka komunistyczna i socjaldemokratyczna.

## Życiorys
Bałabanowa pochodziła z rodziny rosyjskich Żydów. Na emigracji wstąpiła w 1900 r. do Włoskiej Partii Socjalistycznej. Podczas I wojny światowej wróciła do Rosji. Została członkinią partii bolszewickiej w 1917 r., a w latach 1919–1920 pełniła funkcję sekretarza Kominternu, współpracując m.in. z Leninem, Trockim, Zinowjewem i Goldman.
W 1922 zerwała kontakty z bolszewikami i powróciła do Włoch, gdzie wstąpiła w szeregi tamtejszych socjalistów. Będąc w opozycji wobec faszystów musiała wyemigrować do Szwajcarii, później do Paryża i Nowego Jorku, by po drugiej wojnie światowej ponownie znaleźć się we Włoszech, gdzie wstąpiła do Włoskiej Demokratycznej Partii Socjalistycznej i mieszkała do śmierci.